# Дональд Каррі (боксер)
Дональд Каррі (англ. Donald Curry; уроджений Дональд Семпл, (англ. Donald Sample); 7 вересня 1961) — американський боксер. Чемпіон світу в напівсередній (WBA, 1983—1986; IBF, 1984—1986; WBC, 1985—1986) і першій середній (WBC, 1988—1989) вагових категоріях. З 6 грудня 1985 по 27 вересня 1986 був абсолютним чемпіоном світу в напівсередній вазі.
У 1985 році визнаний "Боксером року" за версією журналу "Рінг" (разом з Марвіном Хаглером).

## Аматорська кар'єра

### Чемпіонат США[en]1978
Виступав у 1-й напівсередній ваговій категорії (до 139 фунтів або до 63,5 кг). У півфіналі переміг Джорджа Хейнса. У фіналі переміг Лемюеля Стіплса.

### Чемпіонат США[en]1979
Виступав у напівсередній ваговій категорії (до 147 фунтів або до 67 кг). У фіналі переміг Ронні Ньютона.

### Золоті рукавички 1980
Виступав у напівсередній ваговій категорії (до 147 фунтів або до 67 кг). У півфіналі переміг Роберта Купера. У фіналі переміг Джека Торренса.

## Професійна кар'єра
Дебютував на професійному рингу 26 грудня 1980, отримавши дострокову перемогу вже в першому раунді.
23 жовтня 1982 року переміг за очками американця Марлона Старлінга. Двоє суддів віддали перемогу Каррі з рахунком 116—112. Один суддя виставив 117—113 на користь Старлінга.

### Чемпіонський бій з Хван Чун Суком
13 лютого 1983 року зустрівся з південнокорейським боксером Хван Чун Суком у бою за вакантний титул чемпіона світу у напівсередній вазі за версією WBA. Каррі здобув перемогу одноголосним рішенням суддів: 148—140 і 146—139 (двічі).

### Захист титулів (1984—1986)
21 квітня 1984 року достроково переміг венесуельця Еліо Діаса. Діас відмовився продовжувати бій після 7-го раунду.
22 вересня 1984 року нокаутував у 6-му раунді мавританця Ніно Ла Рокку.
27 вересня 1986 року зустрівся в бою з Ллойдом Хоніганом. Каррі з великими труднощами дався згін ваги перед боєм. В поєдинку британець, незважаючи на те що фаворитом був американець, домінував над суперником. Бій завершився технічним нокаутом Каррі, який отримав у шостому раунді поріз над лівим оком і відмовився від продовження бою. Бій був визнаний «Апсетом року» (1986) за версією журналу «Рінг».

### Перша середня вага
Після поразки від Хонігана Каррі піднявся в першу середню вагу.
4 квітня 1987 року зустрівся з ексчемпіоном світу в цій вазі пуерториканцем Карлосом Сантосом. Каррі переміг через дискваліфікацію противника.

### Чемпіонський бій з Майком Маккаллумом
18 липня 1987 року зустрівся з чемпіоном світу в 1-й середній вазі за версією WBA ямайцем Майком Маккаллумом, який не має поразок. Ямаєць нокаутував Каррі в 5-му раунді.
3 січня 1988 року переміг за очками ексчемпіона світу в 1-й середній вазі мексиканця Лупе Акино.

### Чемпіонський бій з Джанфранко Розі
8 липня 1988 року зустрівся з чемпіоном світу в 1-й середній вазі за версією WBC італійцем Джанфранко Розі. Каррі п'ять разів відправляв чемпіона до нокдауну. Після 9-го раунду Розі відмовився від продовження бою .

### Поразка від Рене Жако
11 лютого 1989 року проводив захист титулу у бою проти француза Рене Жако. Поєдинок тривав усі 12 раундів. Судді одноголосно віддали перемогу французькому боксеру — 117-113, 117-115, 118-116. Бій був визнаний «Апсетом року» (1989) за версією журналу «Рінг».

### Чемпіонський бій з Майклом Нанном
Каррі піднявся в середню вагу. 18 жовтня 1990 року він зустрівся з чемпіоном світу в середній вазі за версією IBF американцем Майклом Нанном, що не мав поразок. Нанн нокаутував претендента в 10-му раунді.

## Титули

### Аматорські
- 1978 Чемпіон США у першій напівсередній вазі.
- 1979 Чемпіон США у напівсередній вазі.
- 1980 Переможець турніру "Золоті рукавички" у напівсередній вазі.

### Професійні

#### Регіональні
- Титул NABF у напівсередній вазі (1982).
- Титул USBA у напівсередній вазі (1982).
- Титул USBA у першій середній вазі (1987).

#### Світові
- Чемпіон світу в напівсередній вазі (WBA, 1983—1986; IBF, 1984—1986; WBC, 1985—1986).
- Чемпіон світу в першій середній вазі (WBC, 1988—1989).

## Сім'я
Дональд мав двох старших братів — Грейлін Каррі та Брюс Каррі, обидва були професійними боксерами. Брюс був чемпіоном світу в першій напівсередній вазі (WBC, 1983-1984).